# HMP Altcourse
HMP Altcourse (His Majesty’s Prison Altcourse) – prywatne męskie więzienie kategorii B i instytucja dla młodocianych przestępców, zlokalizowana w Liverpool hrabstwie Merseyside w Anglii. Więzienie zarządzane przez firmę G4S jest jednym z dwóch więzień w Liverpool (obok HMP Liverpool). W sierpniu 2020 miało pojemność operacyjną 1164, a znajdowało się w nim 1125 więźniów.

## Historia
Altcourse było pierwszym więzieniem, które zostało zamówione przez Ministerstwo Sprawiedliwości na bazie kontraktu prywatyzacyjnego (Private Finance Initiative), w ramach którego prywatne firmy zobowiązywały się do realizacji i zarządzania projektami publicznymi. Umowa na budowę obiektu została podpisana w grudniu 1995 r., a w grudniu 1997 r. więzienie zostało oddane do użytku. Wykonawcą zlecenia była firma Tarmac Construction. Wczesne raporty o zarządzaniu więzieniem były pozytywne, aczkolwiek finansowanie spotkało się z krytyką, gdy wyszło na jaw, że początkowy właściciel Group Four zarobił około 10 milionów funtów na kontraktach. 
W 2005 roku ogłoszono, że Altcourse było najbardziej przeludnionym więzieniem w Anglii z 1324 osadzonymi.

## Więzienie dziś
Altcourse jest lokalnym więzieniem kategorii B przyjmującym więźniów z sądów w Lancashire, Merseyside, Cheshire i północnej Walii. Przeznaczone jest zarówno dla dorosłych, jak i młodocianych przestępców, skazanych i aresztowanych na czas procesów sądowych.
Więzienie składa się z dwóch głównych części przedzielonych budynkami takimi jak sala gimnastyczna, biblioteka, sala religijna i centrum edukacyjne. Na terenie znajduje się siedem skrzydeł, w tym sześć mieszkalnych. Każde z nich mieści 60 do 95 więźniów.